# 李歸仁
李歸仁，名祥，是唐朝名將，也是安史之亂叛軍。

## 生平
李歸仁，生卒年不詳，為唐代一位名將，後與安祿山等人叛變，引發安史之亂，成了唐朝叛軍。在安史之亂時期，統領叛軍精銳曳落河立下戰功，被安祿山封為北平王。至安祿山死後，轉為投靠史思明，並於唐肅宗乾元二年史思明稱帝後，被封為大將軍。
李歸仁的死因雖然未於正史記載，但有一說為死於761年三月叛軍的內鬨中。

## 引用
《舊唐書》：賊將李歸仁初以銳師數來挑戰，我師攢矢而逐之，賊軍大至，逼我追騎，突入我營，我師囂亂。嗣業謂郭子儀曰：「今日之事，若不以身啖寇，決戰於陣，萬死而冀其一生。不然，則我軍無孑遺矣。」嗣業乃脫衣徒搏，執長刀立於陣前大呼，當嗣業刀者，人馬俱碎，殺十數人，陣容方駐。前軍之士盡執長刀而出，如牆而進。嗣業先登奮命，所向摧靡。是時，賊先伏兵於營東，偵者知之，元帥廣平王分迴紇銳卒，令擊其伏兵，賊將大敗。嗣業出賊營之背，與迴紇合勢，表裏夾攻，自午及酉，斬首六萬級，填溝壑而死者十二三。賊帥張通儒、安守忠、李歸仁等收合殘卒，東走保陝郡。
《資治通鑑》：庚寅，李歸仁以鐵騎五千邀之於三原北，三原，本漢池陽地，後魏置三原縣。子儀使其將僕固懷恩、王仲昇、渾釋之、李若幽考異曰：汾陽家傳作「桑如珪」，今從舊傳。伏兵擊之於白渠留運橋，殺傷略盡，歸仁游水而逸。白渠，漢白公所開，因名。若幽，神通之玄孫也。淮安王神通，隋義寧初起兵應高祖。
《新唐書》：賊李歸仁領勁騎薄戰，官軍囂，嗣業以長刀突出，斬賊數十騎，乃定。回紇以奇兵繚賊背，夾攻之，斬首六萬級，生禽二萬，賊帥張通儒夜亡陝郡。翌日，王入京師，老幼夾道呼曰：「不圖今日復見官軍！」王休士三日，遂東。
《安祿山事蹟》：履謙前眞定令賈深內邱丞張通幽密謀背之時賊將李歸仁令弟欽湊領步騎五千鎮土門而守常山杲卿遂謀召欽湊赴郡會議因殺之以併其兵會賊將高邈何千年俱自東至杲卿設策遣藁城尉崔安石縣吏翟方德伏兵于驛生擒千年高邈至是杲卿乃使男泉明與賈深張通幽執邈千年及欽湊之首獻于京師焉
《武經總要》：郭子儀僕固懷恩擊賊將李歸仁大破之。日暮懷恩謂子儀曰。賊必棄城走。請以二百騎追之縳取李歸仁白乾真安守忠。張通儒。子儀曰。將軍戰亦疲矣。且休迨明而圖之。懷恩曰。𡚖仁守忠天下驍賊也驟勝而敗此天與我也。柰何縱之。不取若使得衆復為我患雖悔無及。夫戰尚速何明日為子儀固止之。令還营。